# Harbo
För andra betydelser, se Harbo (olika betydelser).
Harbo är en tätort i Heby kommun och kyrkbyn i Harbo socken. Orten ligger längs länsväg 272 mellan Uppsala och Östervåla.

## Historik och i tätorten ingående byar
Harbo tätort består av ett antal tidigare byar i Harbo socken. 

### Kvarsta
Kvarsta, längst i norr, är en forntida by med anor från vendeltid. I närheten av byn finns ett gravfält, där 1931 4 av de 5 kvarvarande gravarna undersöktes 1912–1914 hittades även ett vikingatida svärd och en yxa från samma tid i åkermarken, som visar att gravfältet ursprungligen varit större. I skriftliga källor omtalas byn första gången 1312, ("in Querestum") då markgäldsförteckningen upptar fem skattskyldiga till en mark och en skattskyldig till 6 öre. Förleden i namnet är troligen det fornsvenska Kvære. Lennart Elmevik har dock föreslagit att Kværa skulle kunna vara ett äldre namn på Harboån. 1426 överlät Arent Larsson (björnlår) 8 1/2 öresland i Kvarsta till sin hustru Kristina Larsdotter (lilja) i stället för morgongåvor han tidigare gett henne i Snevringe och Tuhundra härader. 1444 sålde Inge Gudlevsson i Onsike 8 1/2 öresland i Kvarsta med torpställen till Uppsala domkyrka. Köpet godkändes 1451 och anges då omfatta 9 öresland och ett torpställe, och räntade 3 pund korn eller 2 fat järn. Uppsala domkyrka hade 1480–1527 en landbo i Kvarsta som räntade 4 mark penningar, före 1480 var räntan 2 fat järn. 1531 dras gården in till kungen arv och eget 1528 ärvde Svante Sture en frälsegård i Kvarsta. I hans jordebok 1561/1565 upptas två gårdar i Kvarsta samt ett torpställe i Långgärde. 
Genom byte på 1781 kom hela Kvarsta by att bli frälseby under Viby säteri. 1821 bodde 74 personer i Kvarsta med underlydande ägor. Totalt fanns åtta bondgårdar. Vid mitten av 1800-talet jordbruket vid gårdarna under säteriets drift, och bönderna avhystes. Den sydligaste gården, där en handelsbod låg sedan 1846 blev dock kvar, och är det som senare kallats Kvarsta. Handelsboden fanns kvar här till 1960-talet. Många av torpen på Kvarstas ägor (av vilka de flesta dock inte ingår i Harbo småort) har dock fortsatt ha bebyggelse. 1881 bodde 87 personer i Kvarsta och i torpen på byns ägor. I början av 1900-talet erbjöds många av torparna att friköpa sina fastigheter, och en rad moderna egnahem tillkom även i anslutning till byn. I slutet av 1800-talet och början av 1900-talet fanns även mejeri vid Kvarsta. Harbo godtemplarlokal har även den varit belägen på Kvarstas ägor.
Byn hade sina fäbodar vid Järpenstorp
1940 bodde 106 personer inom Kvarsta byns område, 1981 bodde 72 personer inom Kvarsta bys område.
Bland bebyggelser på ägorna märks:
- Bergstorp, dokumenterat första gången 1696. Berg var soldatnamn för roten 533 vid Västmanlands regemente redan från 1683, och är troligen identiskt med det torp som fanns här redan på 1680-talet. Bergstorp har även kallats Kvarstatorp, och är möjligen identiskt med det Kvarstatorp som omtalas 1646–1650. Bergstorp ligger på skogen mot Brattberg och ingår inte i Harbo småort.
- Björka är en modern fastighet, uppförd 1909
- Björkhem är en modern fastighet
- Eriksberg uppfört 1914, är en modern fastighet
- Fredriksberg, uppfört 1904, är en modern fastighet
- Hälleborg, modern fastighet uppförd 1907
- Hällsta, modern fastighet uppförd 1919. Här fanns tidigare Harbo telefonväxel.
- Johannesberg, uppförd 1904 är en modern fastighet. Johanneberg ligger på vägen mot Brattberg och ingår inte i Harbo småort. Torpet fick namn efter första ägarens hustru, Johanna Palm.
- Karlsberg är en modern fastighet, uppförd 1904
- Klippan är ett torp på vägen mot Brattberg. Här bodde i början av 1900-talet en smed, smedjan låg fram till 1930-talet i vägkorset för vägen mot Bergstorp.
- Kullviken är en modern fastighet
- Kvarstalund är en modern fastighet
- Kvarstaskog är en modern fastighet uppförd på 1920-talet
- Lövnäs är en modern fastighet
- Nybo, är ett torp uppfört 1844. Torpet ligger även det på vägen mot Brattberg och ingår inte i Harbo småort.
- Nybro är en modern fastighet
- Nydal är en modern fastighet
- Rönngrenstorp är ett torp uppfört av soldaten Erik Olsson Rungren som 1779 flyttade hit till Kvarsta ägor. Soldattorpet låg annars i Rönnviken. Namnet har sedan blivit kvar. Rönngrenstorp ligger också utanför Harbo småort på väg mot Brattberg.
- Skogsfrid är en moder fastighet
- Tomta är en modern fastighet, troligen uppförd 1907
- Vilan är en modern fastighet, uppförd på 1920-talet

### Diken
Diken söder om Kvarsta var även den en frälsegård under Viby, äldsta kända omnämnande är från 1528 ("Tjike"). Byn kallas numera oftast Öja. Namnet syftar på det dike, kallat Gammelån, som tidigare var en av Harboåns åfåror. Den gamla landsvägens bro över Gammelån här kallas Dikesbron. Den officiella namnformen ändrades 1952 från Diket till Diken. Namnet Öja uppkom under 1900-talet, troligen efter någon av de andra platser i Sverige som kallas Öja. 1914 flyttar en person född i Harakers socken till fastigheten, 1916 en person från Linderås socken i Småland. Under 1500-talet upptas Diken som ett mantal skatte, men upptas 1575–1609 som öde och jorden underlagd andra frälsehemman. Under stor del av 1600-talet och början av 1700-talet finns här två gårdar, från 1730-talet underläggs dock Diken andra gårdar. Brukaren av den ena gården Staffan Andersson blir dock kvar här som torpare, och från 1731 kallas hans gård Staffansbo, det namn som sedan blir det vanliga namnet för Diken fram till slutet av 1800-talet. 1940 bodde 50 personer på Dikens ägor, 1981 bodde 20 personer på ägorna.
Bland övrig bebyggelse på Dikens ägor märks:
- Rörbo, ett torp uppfört 1792. Rörbo har tidvis räknats till Kvarsta och ligger på gränsen mellan byarna. Namnet syftar på ett gränsröse eller ett rör som funnits här.
- Hagaberg är en modern fastighet, uppförd 1925
- Hällen, även kallat Skräddars, är ett torp känt sedan 1870-talet
- Skansen är en fastighet uppförd 1909
- Steneborg är en fastighet uppförd 1926

Flera modernare villor har senare uppförts andra med egennamn är Hagaberg, Jägerdal och Solvik.
På Dikens ägor ligger även sedan 1934 Harbo hembygdsgård.

### Prästgården
Prästgården har förmodligen sina anor i en forntida by, enstaka gravar finns på ägorna, men uppgiften i ett dokument bland de gamla kyrkböckerna att prästgården tidigare skall ha hetat Nybelberga är förmodligen felaktigt.
Enligt jordeboken 1538 omfattade Harbo prästgård 6 öresland med utjord i Berga. En kaplan omtalas i församlingen 1593, men kaplansboställe har saknats och dessa har i stället varit bosatta i klockargården. Nuvarande huvudbyggnad vid prästgården uppfördes 1797. En äldre parstuga, "prästgårdsstuga" är också ännu bevarad och fungerade fram till 1930 som arrendatorsbostad. En fattigstuga uppfördes 1690-talet, sedan dess har en rad olika byggnader fungerat som fattigstuga. Den senaste var den före detta komministergården som låg öster om kyrkan och revs på 1960-talet. 1929 byggdes ett nytt ålderdomshem, idag privatbostad, för att ersätta fattighuset.
Ett sockenmagasin fanns också tidigare på övre Kyrkogärdet. Kyrkstallar fanns även fram till mitten av 1800-talet väster om kyrkan.
Prästgården hade ursprungligen sina fäbodar vid Färmansbo, 600 meter från Hjältmossen och 150 meter från sockengränsen. Senare flyttade man till Risängsvallen. 
Skolhus byggdes 1849, nuvarande äldre skola är från 1887. Poststation inrättades 1890 och byggnaden fungerade som postkontor fram till 1980-talet. Huset har även varit Harbo kommunalhus. 1940 fanns 71 personer på prästgårdens mark, 1981 49 personer.
Bland andra bebyggelser på prästgårdens ägor märks:
- Kristinelund, uppfört 1832 som bostad åt prästänkan Christina Arnander 1832. Namnet har sedan levt kvar.
- Kvarstaberg, omtalat 1768 är ett torp på gränsen mot Kvarsta. De äldsta beläggen syftar på ett torp in på Kvarstas ägor, men av allt att döma verkar namnet fortsatt att knytas till bebyggelse i ungefär samma område.
- Torpet Lund, omtalat första gången 1671 och vanligen kallat Prästgårdslund för att skiljas från Näs-Lund under Harbonäs, men ligger inte i Harbo tätort. Då två torp letat här kallas de även ibland Östra och Västra Lund.

### Smedsbo
Smedsbo har förmodligen inte forntida anor och omtalas första gången 1528 ("Smidhzbodha"), men i samband med byggandet av villan Solbacken 1916 grävdes ett gravfält om minst 6 vikingatida gravar ut, så forntida bebyggelse har funnits på platsen. 2004 i samband med villabebyggelse på Smedsbo ägor påträffades bebyggelse- och smideslämningar från yngre järnåldern på platsen.
Torpet Hårdhällstorp tillkom i början av 1700-talet, och fungerade under stor del av 1700-talet som krog.
1925 byggdes mejeri på Smedsbo ägor. Samma byggnad blev senare en bensinmack (Caltex/Texacomack), men idag är pumparna borta och byggnaden är idag en pizzeria. 1935 byggdes även en modern handelsbod på Smedsbo ägor, kallad Hamra efter platsen nära Hammarbron. Byggnaden fungerade som livsmedelsaffär fram till slutet av 1990-talet, då den flyttade till nya lokaler på Forsbo ägor. Ytterligare en bensinmack byggdes 1946 (Esso/Statoil), och finns ännu kvar.
Hammarbron, som utgör gränsen mot Forsbo ägor är troligen i sin äldsta form byggd omkring 1660. Passerade landsvägen förbi Viby säteri. Den första bron var en träbro med tak. Den ersattes på 1700-talet av en stenbro, som i sin tur ersattes av en betongbro i början av 1960-talet.
Täppan är numera i jordeboken underlagt Smedsbo. bland övrig bebyggelse märks Furuberg (även kallat Andersberg), uppfört 1915, Dalhem och Lingbo.

### Vad
Mellan Smedsbo, Diken och Viby ligger den nu försvunna byn Vad, som lades under Viby säteri redan i början av 1600-talet, men fram till dess utgjordes av 2 mantal frälse. Äldsta belägg är från 1528 ("ij Wadh). Troligen har Vad varit helt försvunnet som jordeboksbeteckning för att senare återkomma med endast delar av de tidigare byägorna under nuvarande jordeboksbeteckning. Byns förmodade läge upptas nu av idrottsplatsen Marmorvallen, och delar av byns marker utgörs av villabebyggelse. Vid Vad låg även under 1700-talet även Viby bruk i anslutning till Vad ägor, av allt att döma fanns även delvis 1600-talets bybebyggelse här. Viby kvarn fanns även här fram till 1896, då den i samband med åsänkningen flyttades till sin nuvarande plats. "Gammelån" rann genom byns ägor, och bynamnet kommer av ett vadställe över ån som funnits här. I dag är "Gammelån" torrlagd och delar den gamla åfåran är idag fyllt med dumpmassor.

### Täppan
Täppan omtalas första gången 1528 ("Teppe"), och var då frälsetorp under Viby, 1561 räknas Täppan som en gård om 1/2 mantal med tillhörande kvarn. Bytomten ligger på gränsen av Harbo småort, även om ägorna delvis omfattas av den. Täppan är numera underlagt Smedsbo i jordeboken, men en utjord, där delar av torpgruppen Kik är belägen upptas fortfarande som Täppan. Kik ligger dock inte i småorten.

### Forsbo
Forsbo omtalas första gången 1528, och här fanns även en kvarn redan i början av 1500-talet. Rika smideslämningar från primitiv järnhantering finns i närheten av gården, och myrmalmsslagg finns på flera ställen på ägorna. Dessutom finns lämningar efter dammkonstruktioner intill gården, större delen av bruksanläggningarna vid Viby låg troligen här under den första fasen i början av 1600-talet.
Torpen Funkbo och Björksta är båda 1600-talstorp. Högte tillkom i slutet av 1800-talet. Villabebyggelsen tog fart i början av 1900-talet.
Persborgs såg och kvarn byggdes på 1920-talet, och kvarnbyggnaden fanns kvar fram till början av 2000-talet. Här fanns även Harbo Marmorfabrik från 1930- till 1950-talet. Forsbergs bageri låg även här från 1913 fram till 1980-talet. Idag finns även en livsmedelsaffär, ett bussgarage, och ytterligare en affärsfastighet på ägorna.

### Norrbo
Norrbo är en medeltida by, den saknas i markgäldsförteckningen 1312 och fanns då troligen inte. Äldsta kända omnämnande är från 1346. Harbo missionshus, uppfört 1875 men kraftigt ombyggt på 1960-talet ligger på Norrbo ägor. I Tavlan på Norrbo ägor fanns i slutet av 1800- och början av 1900-talet en handelsbod.
Norrbo ligger endast delvis inom Harbo tätort.

### Guttorp
Gården Guttorp ingår också delvis i Harbo tätort. Gården omtalas första gången 1528 och var då ett frälsetorp. Här ligger affärsfastigheten Graneberg, som byggdes på 1930-talet.

### Ekelunda
Ekelunda är en forntida by nu i Harbo tätort. Ett outgrävt gravfält finns i anslutning till byn. Harbo gästgivargård låg i Ekelunda, redan på 1600-talet var Ekelundaborna ansvariga för skjutsningen (i samarbete med angränsande byar), men något egentligt gästgiveri fanns inte förrän 1730.

## Befolkningsutveckling
| Befolkningsutvecklingen i Harbo 1960–2020 | Befolkningsutvecklingen i Harbo 1960–2020 | Befolkningsutvecklingen i Harbo 1960–2020 | Befolkningsutvecklingen i Harbo 1960–2020 | Befolkningsutvecklingen i Harbo 1960–2020 |
| ----------------------------------------- | ----------------------------------------- | ----------------------------------------- | ----------------------------------------- | ----------------------------------------- |
|                                           |                                           |                                           |                                           |                                           |
| År                                        |                                           |                                           | Folkmängd                                 | Areal (ha)                                |
| 1960                                      | 1960                                      |                                           | 408                                       |                                           |
| 1965                                      | 1965                                      |                                           | 385                                       |                                           |
| 1970                                      | 1970                                      |                                           | 438                                       |                                           |
| 1975                                      | 1975                                      |                                           | 519                                       |                                           |
| 1980                                      | 1980                                      |                                           | 518                                       |                                           |
| 1990                                      | 1990                                      |                                           | 640                                       | 103                                       |
| 1995                                      | 1995                                      |                                           | 642                                       | 105                                       |
| 2000                                      | 2000                                      |                                           | 675                                       | 105                                       |
| 2005                                      | 2005                                      |                                           | 702                                       | 105                                       |
| 2010                                      | 2010                                      |                                           | 721                                       | 105                                       |
| 2015                                      | 2015                                      |                                           | 714                                       | 124                                       |
| 2020                                      | 2020                                      |                                           | 816                                       | 124                                       |
|                                           |                                           |                                           |                                           |                                           |